# Cyphosticha microta
Cyphosticha microta là một loài bướm đêm thuộc họ Gracillariidae. Nó được tìm thấy ở Queensland.